# Fort Meade (Maryland)
Fort Meade ist ein Census-designated place in Anne Arundel County, Maryland, Vereinigte Staaten und ein Vorort von Baltimore. Nach der Volkszählung von 2020 leben 9.324 Einwohner in dem Ort. Der Ort liegt im Nordwesten von Anne Arundel County, zwischen den Städten Baltimore und Washington, D.C.

## Sehenswürdigkeiten

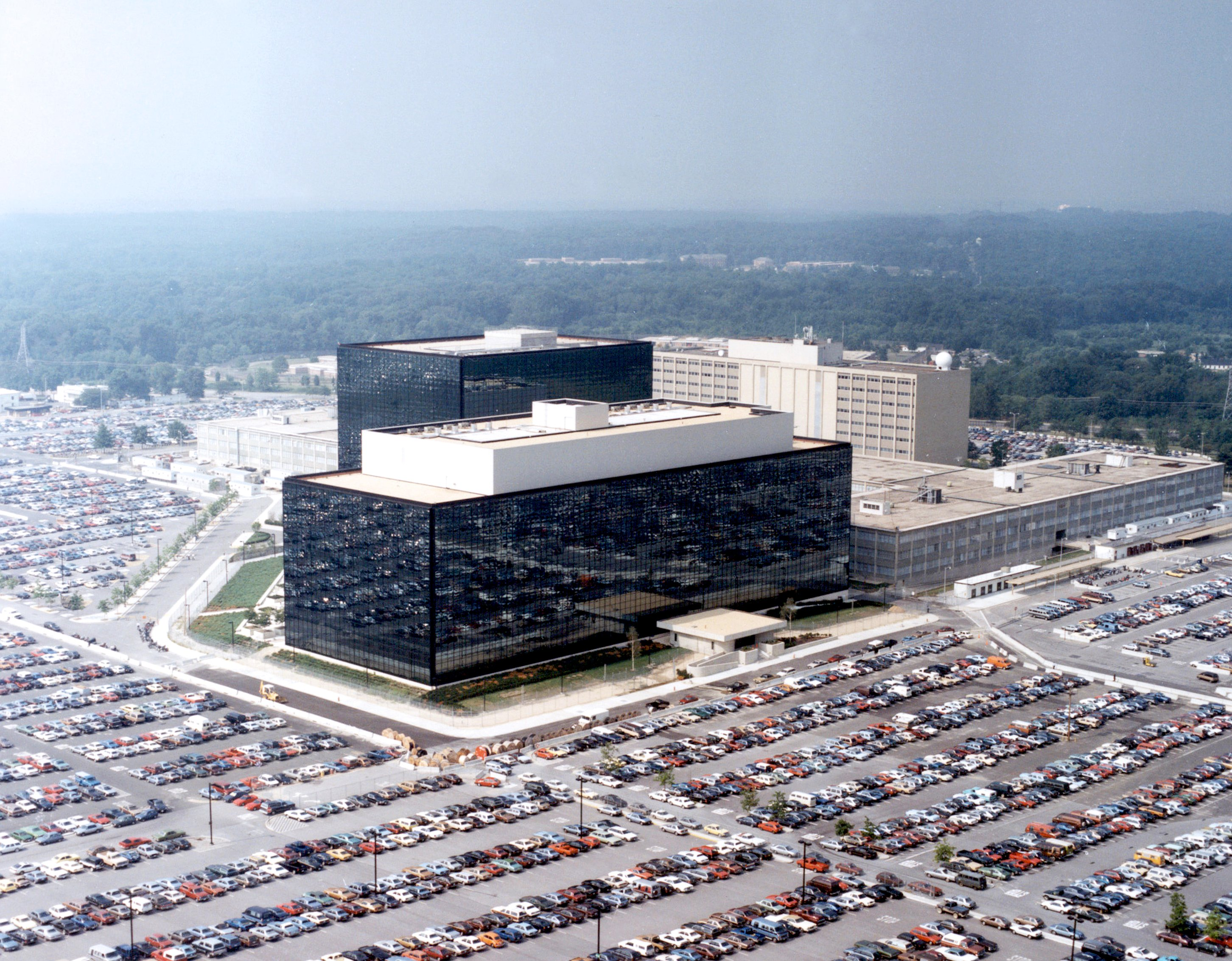
Hauptquartier der NSA in Fort Meade

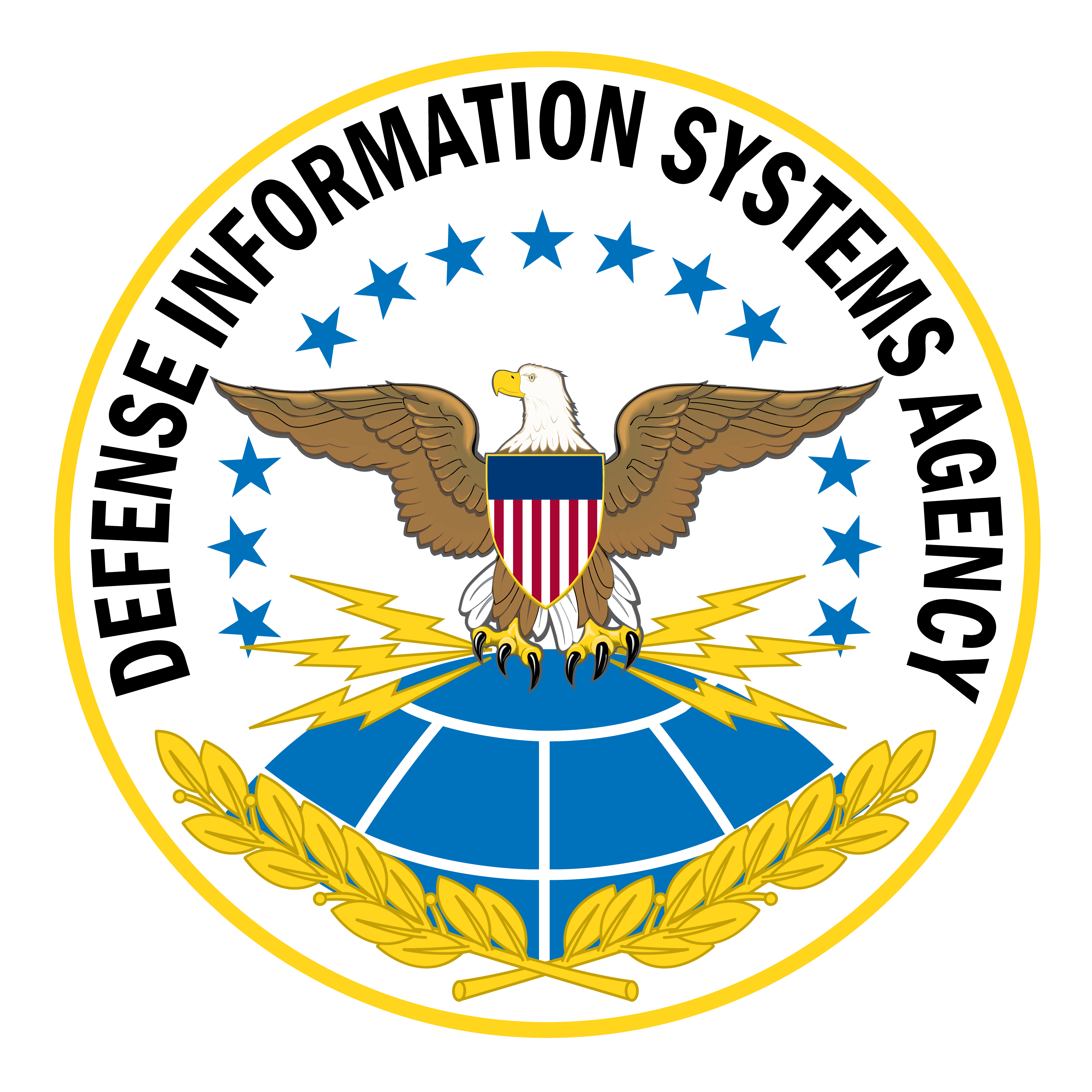
'Official Seal' der Defense Information Systems Agency (DISA)

In diesem Siedlungsgebiet befinden sich die National Security Agency (NSA) und die Defense Information Systems Agency  (DISA), eine Organisationseinheit des Verteidigungsministeriums der Vereinigten Staaten, beide im Fort George G. Meade der US-Armee in dem Gebiet.